# スランプ構造
スランプ構造（英語: Slump structure、英: Slumping structure）は主に海底における地すべりによって形成された構造のことである。

## スランプ構造の各種
スランプ構造は先述の通り地すべりによって形成された構造の総称であるが、その形状によっていくつかに細分されている。

### スランプ褶曲
スランプ褶曲（英: Slump Fold）は複数の地層を巻き込んで形成された「流れ褶曲」の一種である:144-145。堆積作用に関係なく形成されているかという点において、一般の褶曲とは以下の点で異なる。
1. 地層中において局部的に発達している
2. 正常な堆積層に挟まれている
3. 全体の傾斜に対して軸が直交している[4]:42-43。

また露頭においてはこれが示す走向・傾斜が上下の層と著しく異なることが多いため、注意が必要である。反対に一部のみが露出している場合は通常の堆積層と紛らわしいため、これをその露頭の走向・傾斜とすることは誤りであるが、露頭内で異常な走向・傾斜を示しているからといってスランプ褶曲であると断定してもならない。例えば断層による地層の引きずりなどによっても異常な走向・傾斜を示す:33。

### スランプ礫
スランプ礫（Slump rock、同時礫とも）はスランプ褶曲は地層が分断されずに連続しているのに対して、分断されて破片が基質中に分散している状況のものである:33。

## 成因
スランプ構造は主にその層が堆積直後のため未固結である海底において発生する地すべり（英: submarine slump）によって形成される:144-145:33。小川 & 久田 (2005)によると、堆積性メランジュに限った話ではあるものの、粗粒であれば液状化が起こりやすいため、砂質のものが基質になりやすいとしている:80。

## スランプ構造の例

### 神奈川県三浦市海外町のスランプ構造

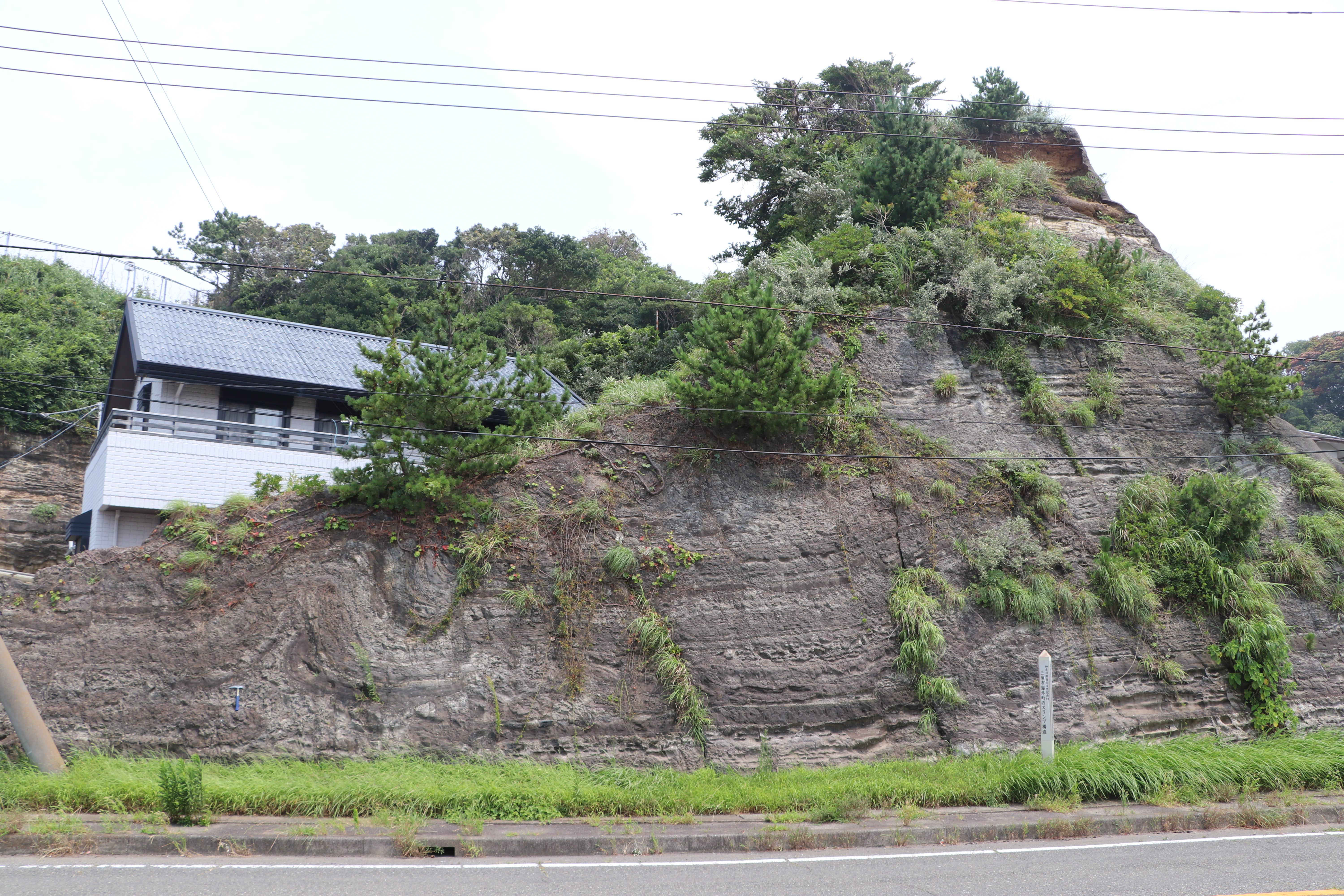
神奈川県三浦市海外町のスランプ構造

神奈川県三浦市海外町に所在する露頭の一つにはスランプ褶曲が認められる:146。

### 神奈川県三浦市浜諸磯のスランプ礫

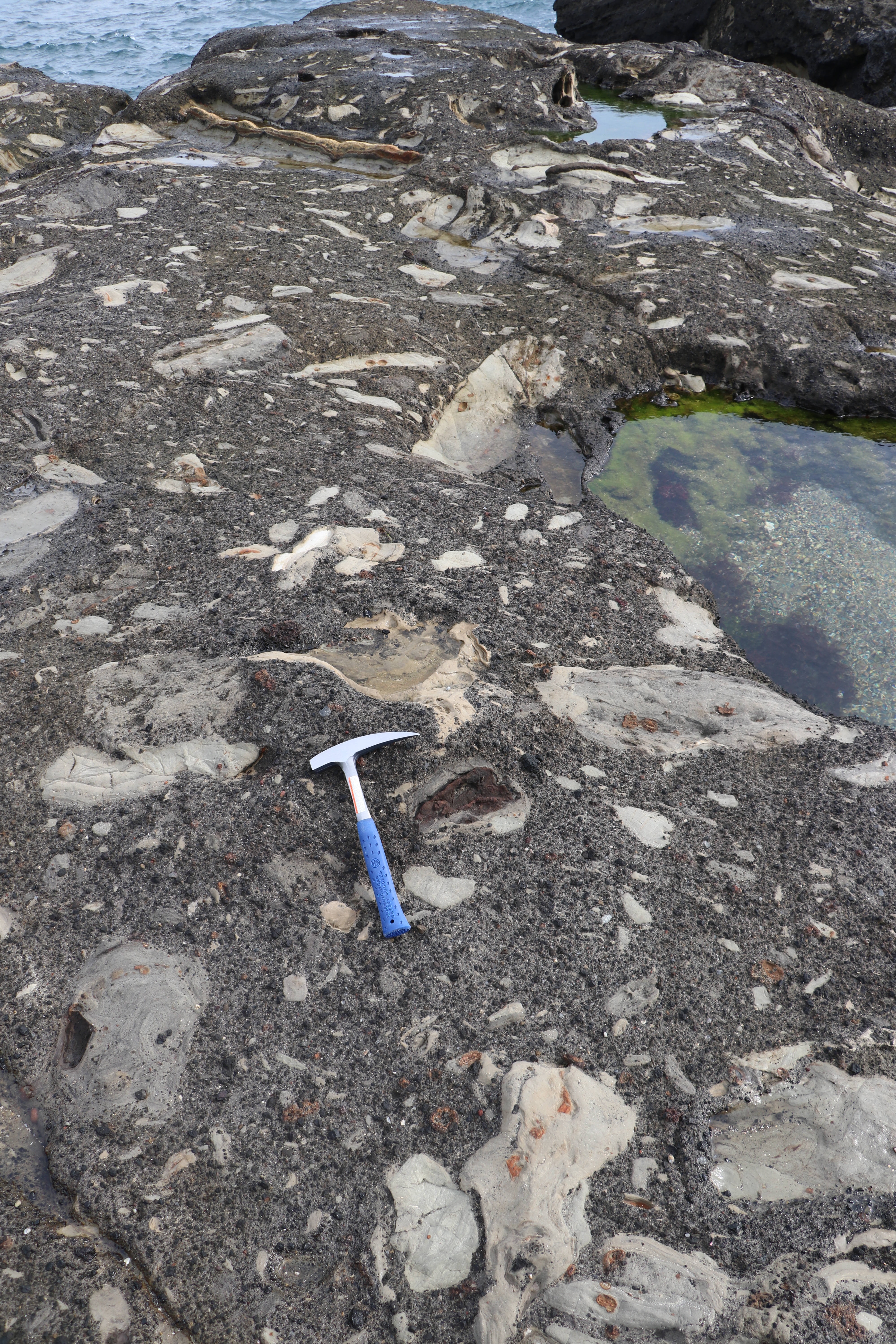
神奈川県三浦市浜諸磯のスランプ礫

神奈川県三浦市浜諸磯の海岸においてはスランプ礫が認められる箇所が存在する。三浦層群三崎層のスコリア質砂岩を基質とし、ここに泥岩が含まれている:29。